# 民主倒董力量
2003年七一遊行爆發，不但是香港人不滿意廿三條立法，更加是不滿意董建華的政治、經濟等各方面施政。然而，溫和民主派政黨不敢多走一步，不敢直接要求董建華落台。因此，催生了一個由社會各界人士組成的倒董團體－－民主倒董力量，打正旗號要求行政長官董建華下台。 泛民主派認為應針對爭取普選制度，不同意針對董建華個人。 民主倒董力量不以為意。召集人蕭若元引用《莊子•外物篇》「涸轍枯魚」 （页面存档备份，存于） 的故事教訓，認為有市民被董施政失誤引致輕生，須立即倒董。

## 參與人士
2003年7月9日起由馮智活、劉慧卿等草議， 於2003年8月3日舉行成立大會。 參與民主倒董力量的主要政黨，只有劉慧卿的前綫。當時泛民最大政黨民主黨與新興於反廿三條的「大狀」們拒絕參與。 民主黨立法會議員鄭家富只以個人身份參加，退出民主黨不久的立法會議員陳偉業也加盟其中。但是，卻有大量激進民主派、社運團體、街頭戰士參加，比如街工立法會議員梁耀忠，區議員、前民主黨員「阿牛」曾健成、梁廣昌，四五行動「長毛」梁國雄、劉山青、馮智活牧師。也有文化界、演藝界、勞工界等等各方人士，如學者杜耀明、張超雄、陳士齊，時事評論員黎則奮、王岸然、新城電台《平息你的風波》主持蕭若元，政治漫畫家馬龍，傳媒人梁錦祥。

## 架構
- 召集人　：蕭若元 (時事評論員)
- 副召集人：陶君行 (前綫)
- 發言人　：劉慧卿 (前綫)、蕭若元、甄燊港 (前綫)、杜耀明
- 執　委　：劉慧卿、陶君行、甄燊港、蕭若元、浸大新聞系教授杜耀明、「長毛」梁國雄 (四五行動)、社運人劉山青、區議員「阿牛」曾健成、區議員梁廣昌、時事評論員黎則奮、社運人伍國雄(前綫)、珠海書院新聞系一年級女生邱健華、弱势社群組織者張錦雄等十五人。

2003年8月3日，「民主倒董力量」成立大會
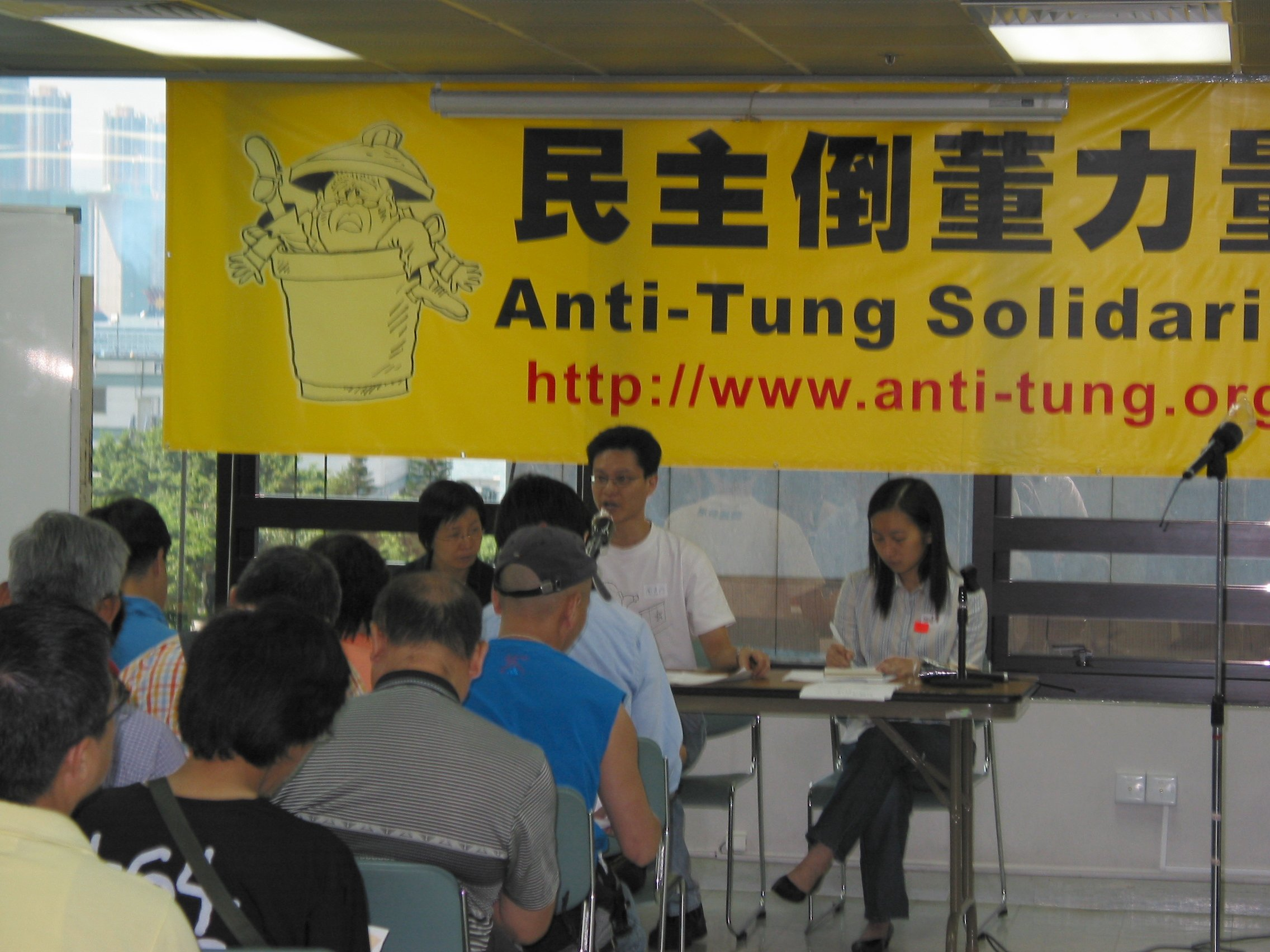
「民主倒董力量」成立大會。主持人陶君行。

## 活躍期
2003年8月4日，民主倒董力量成立一天之後，珠海書院新聞系發聲明澄清，指邱建華未完成入學手續，沒資格自稱為珠海書院的學生，強調學系政治中立，絕不參加政治活動云云。發言人甄燊港責示遺憾，指責是政治打壓，指斥珠海沒有學術獨立的尊嚴自覺。
2003年8月10日，民主倒董力量成立一週，在旺角行人專用區舉行「倒董答問大會」。召集人蕭若元提出特首過去多項政策失誤如母語教育取代英語。有不少人捐款支持，更有百多人即場報名加入倒董行列。
2003年9月11日中秋節，「民主倒董力量」數名代表在維園擺放一個名為「老懵董跌落垃圾桶」的花燈，吸引不少市民圍觀。每當成員梁國雄等高喊「董建華」時，即有市民回應「落台！」 
2003年9月28日，民主倒董力量昨於旺角街頭發售一本影射行政長官董建華的笑話集《笑你老董》，為下月舉行的「聲討董建華集會」籌款，反應熱烈，首日已售出一千七百本。
民主倒董力量遲遲未能獲批社團註冊證明書，無法申請集會、遊行示威。 為此，召集人蕭若元出席黃毓民商台政治烽煙 (phone-in) 節目《政事有心人》公開呻訴。 2003年10月7日，民主倒董力量終於收到警方發出的社團註冊證明書，成為合法社團。
2003年10月8日，民主倒董力量發言人、前綫召集人劉慧卿在立法會動議「董建華下台」，遭否決。
2003年10月10日，民主倒董力量開記者會宣傳周日 (10月12日) 遮打花園的「聲討董建華集會」，也批評政府康文署要求購買高達一千萬的「公眾責任保險」，痛斥保險界仍無人回應接受保險是自我審查、羞恥。召集人蕭若元更批評香港演藝人不敢出席集會，害怕失去中國市場。
2003年10月12日下午，近千名市民聚集中環遮打花園，參與「民主倒董力量」發起的「聲討董建華大會」，表達一致的訊息：「董建華下台、普選特首」。 召集人蕭若元斥責民主黨對倒董活動態度保留，在七一遊行後立場曖昧，「七一三」集會後更全部議員放假，「民主黨作為第一大在野黨，完全令港人失望，甚麼也沒有做。」 四五行動「長毛」梁國雄宣佈獲得民主倒董力量支持，參與年底區議會選舉，教訓建制派、保皇黨硬推廿三條，空降港東島狙擊民建聯蔡素玉。
2003年10月16日，董建華到立法會的施政報告問答大會期間，蕭若元、馮智活牧師等五名民主倒董力量成員身穿「董建華下台」Ｔ恤，於公眾席站立示威，在主席范徐麗泰要求下，並在保安陪同下離場。
2003年10月17日，召集人蕭若元偕兒子以私人事務赴澳門時被拒入境。倒董人士相信，事件和曾慶紅刻下正在澳門訪問有關。
2003年10月30日傳出消息，蕭若元父子監制、男主角張衛健的電視劇《功夫足球》沒有任何一間大陸電視台洽購版權，指是出於政治原因：蕭若元擔任「民主倒董力量」召集人以及參與七月一日反對《基本法》二十三條立法遊行，被列入黑名單。
2003年12月7日，四五行動與民主倒董力量從灣仔修頓遊行到政府總部，預備一狗一豬同行，諷刺區議會委任制「欽點政治，豬狗不如」，但只有一個多月大的小豬從元朗抵達灣仔時，被發現已不幸焗死，惹來愛護動物團體批評。
2003年12月24日平安夜，民主倒董力量在銅鑼灣崇門口舉行「倒董」報佳音。「阿牛」曾健成將《無間道》主題曲改填為《無退路》。
此後，蕭若元密謀在2003年除夕夜搞倒董突擊，希望為元旦遊行造勢。  2003年12月31日晚，「民主倒董力量」於凌晨時份在銅鑼灣時代廣場掛起巨型橫額，要求董建華下台，引來現場不少市民鼓掌和應。
2004年初農曆年維園年宵，民主倒董力量投了攤位，售賣五千個「吹脹老懵董」吹氣棒。 產品大賣，極受歡迎。
2004年初，中共拋出「愛國論」壓下香港的普選討論，提問香港人「應該先問自己是否中國人，是否愛國」云云。2004年2年22日，民主倒董力量在旺角舉行街頭論壇，蕭若元、梁國雄、甄燊港出席。蕭若元痛斥中共壓制港人提出的政制改革訴求，先後以「法律」、「循序漸進」和「愛國論」作為幌子，而最近重提中共已故元老鄧小平的愛國言論，其實隱藏「與執政者持異見者即為不愛國」的訊息。
2004年4月底，民主倒董力量的電腦遭專業黑客入侵，懷疑是政治打壓。

20０3年10月12日，民主倒董力量遮打花園集會
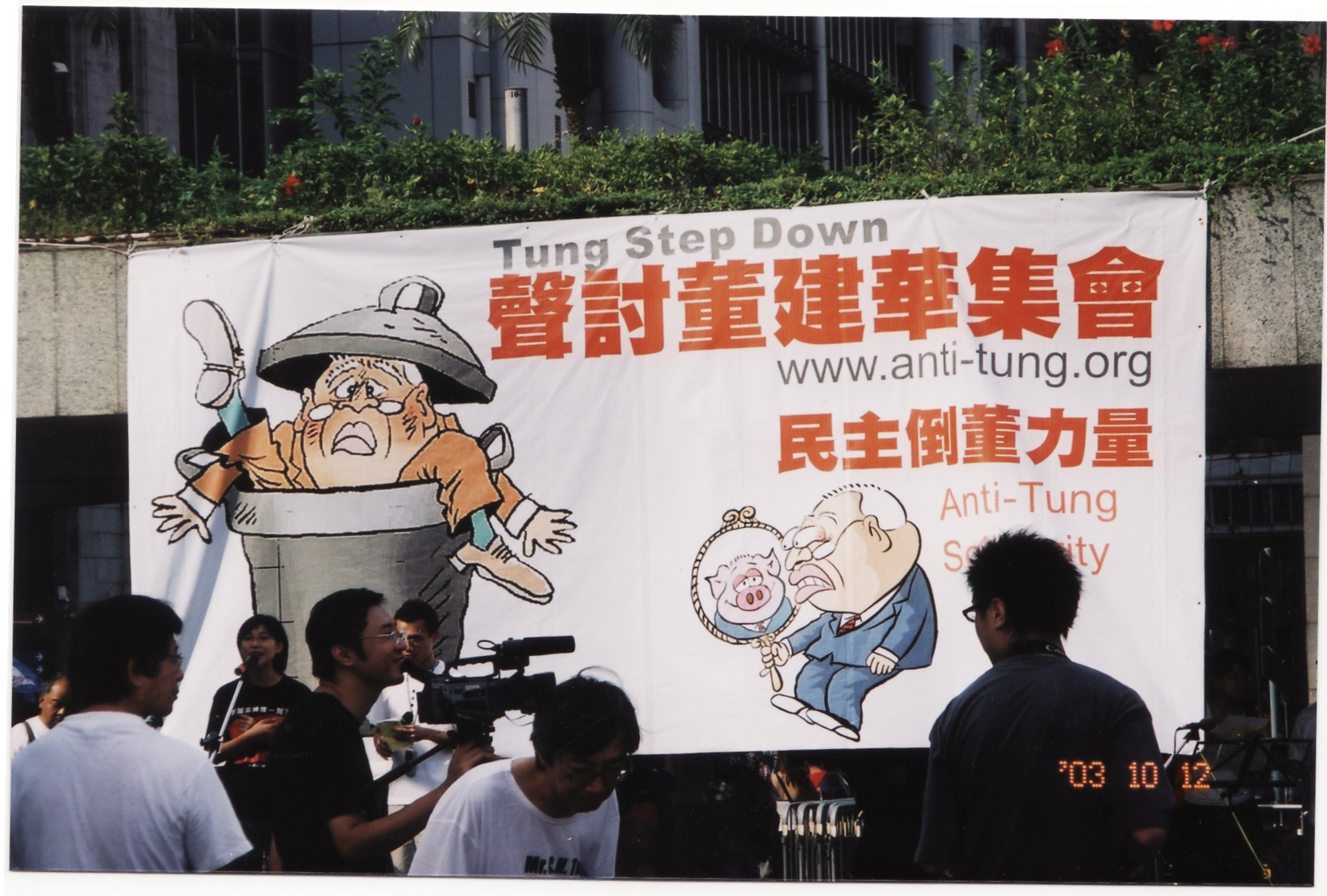
2003年10月12日，遮打花園，民主倒董力量集會。
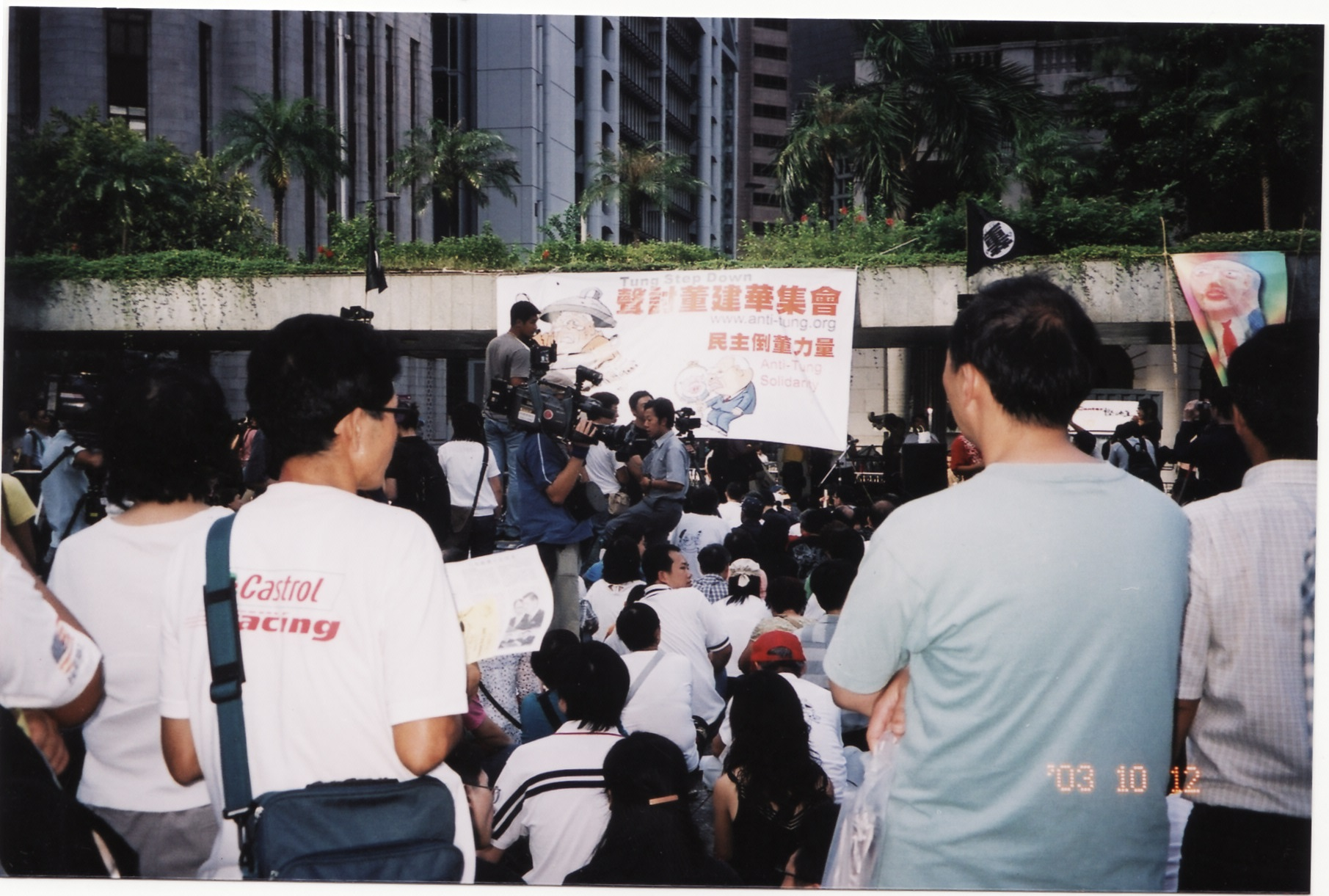
2003年10月12日，遮打花園，民主倒董力量集會。
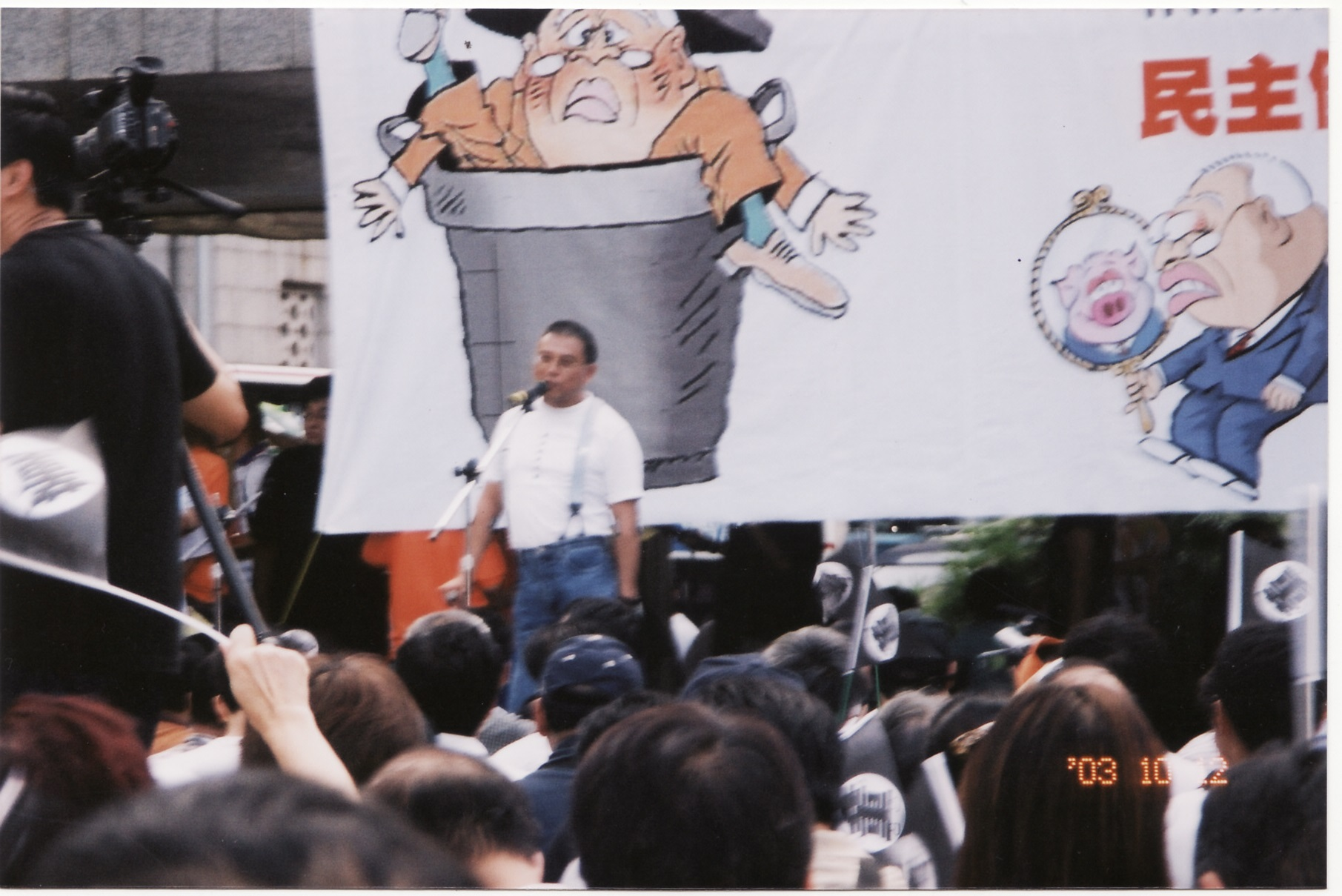
2003年10月12日，遮打花園，民主倒董力量執委「Ｑ仔」黎則奮。
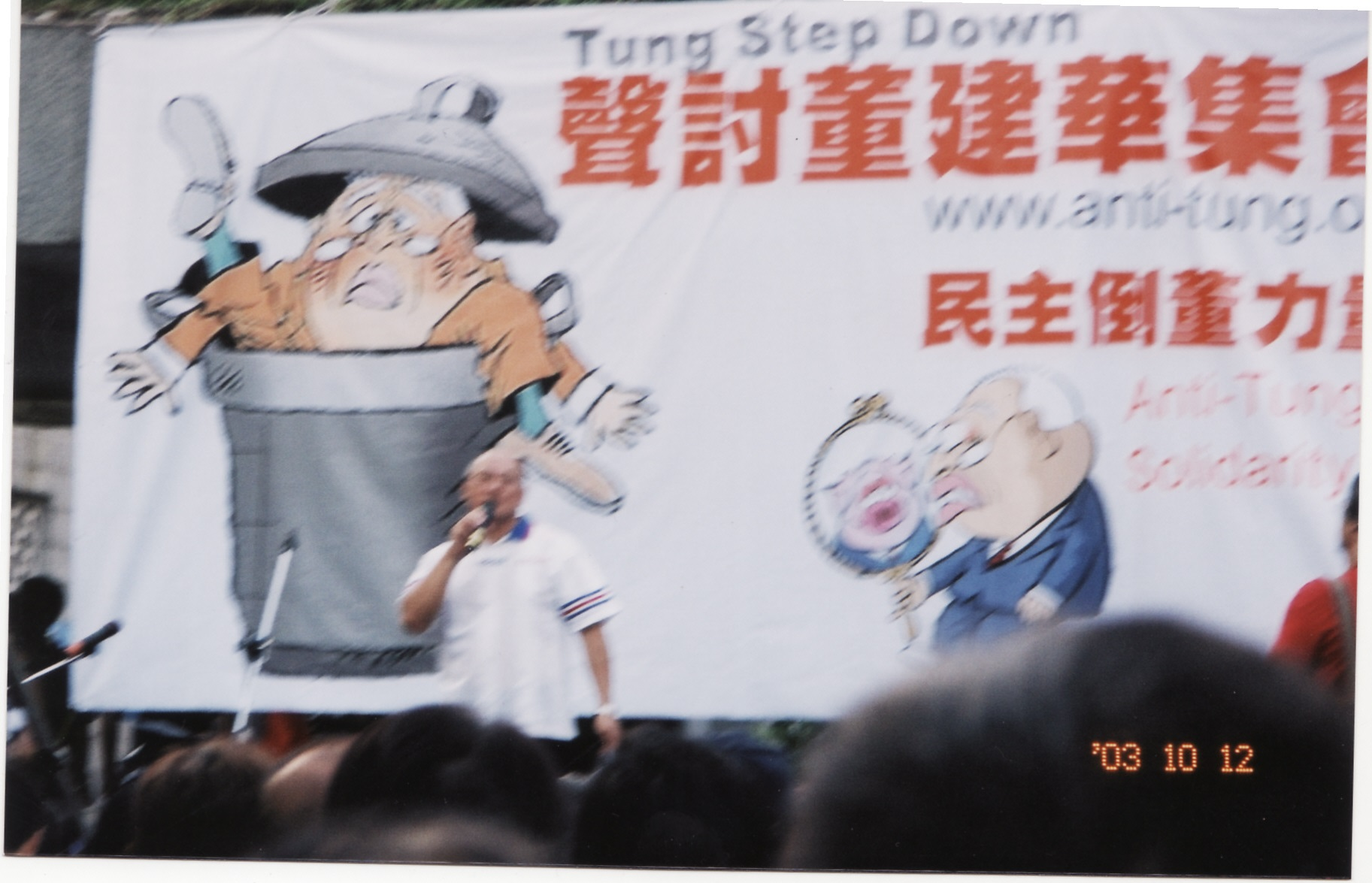
2003年10月12日，遮打花園，民主倒董力量成員「大舊」陳偉業議員。
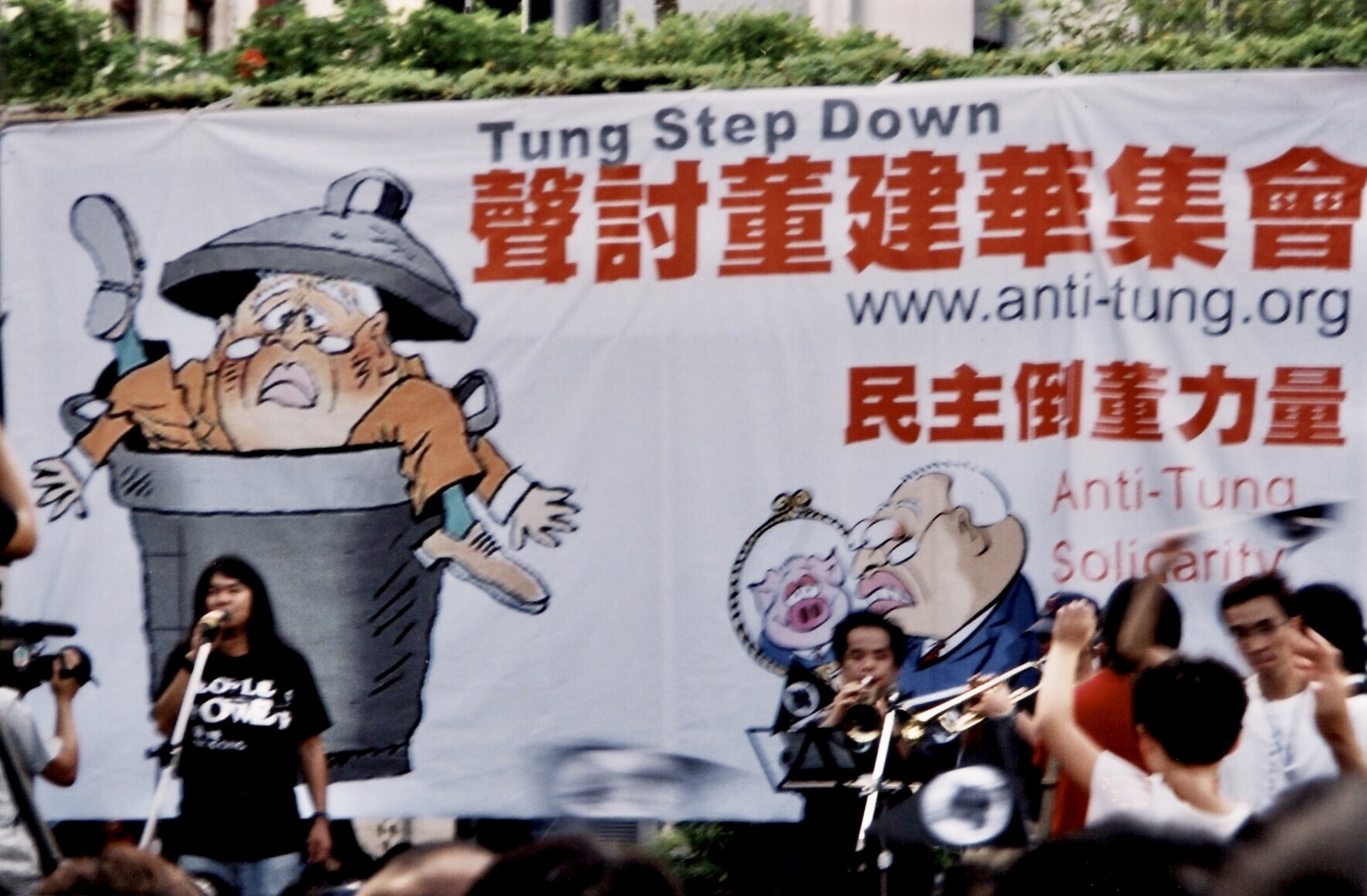
2003年10月12日，遮打花園，民主倒董力量執委「長毛」梁國雄。
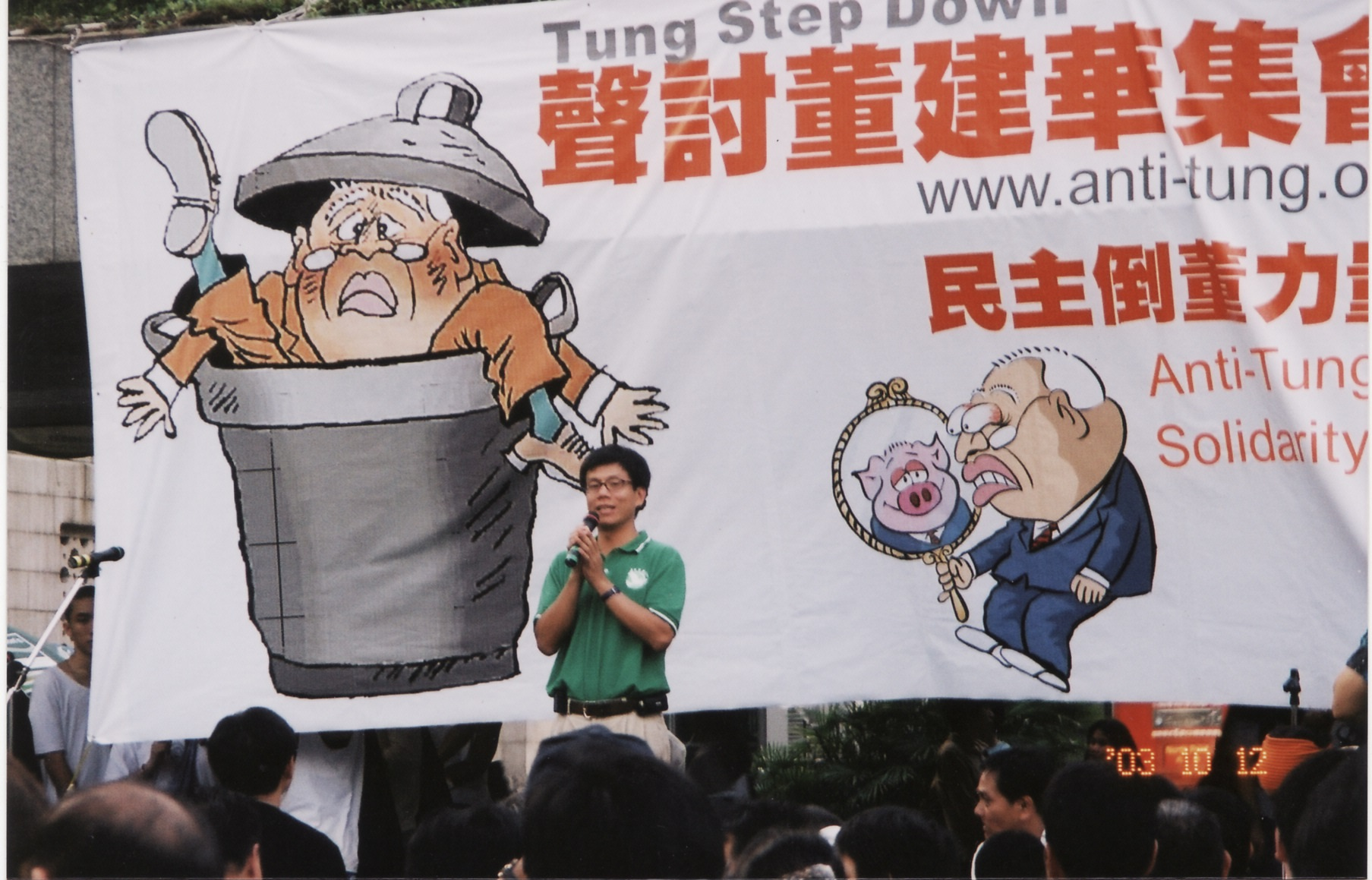
2003年10月12日，遮打花園，民主倒董力量成員鄭家富議員。
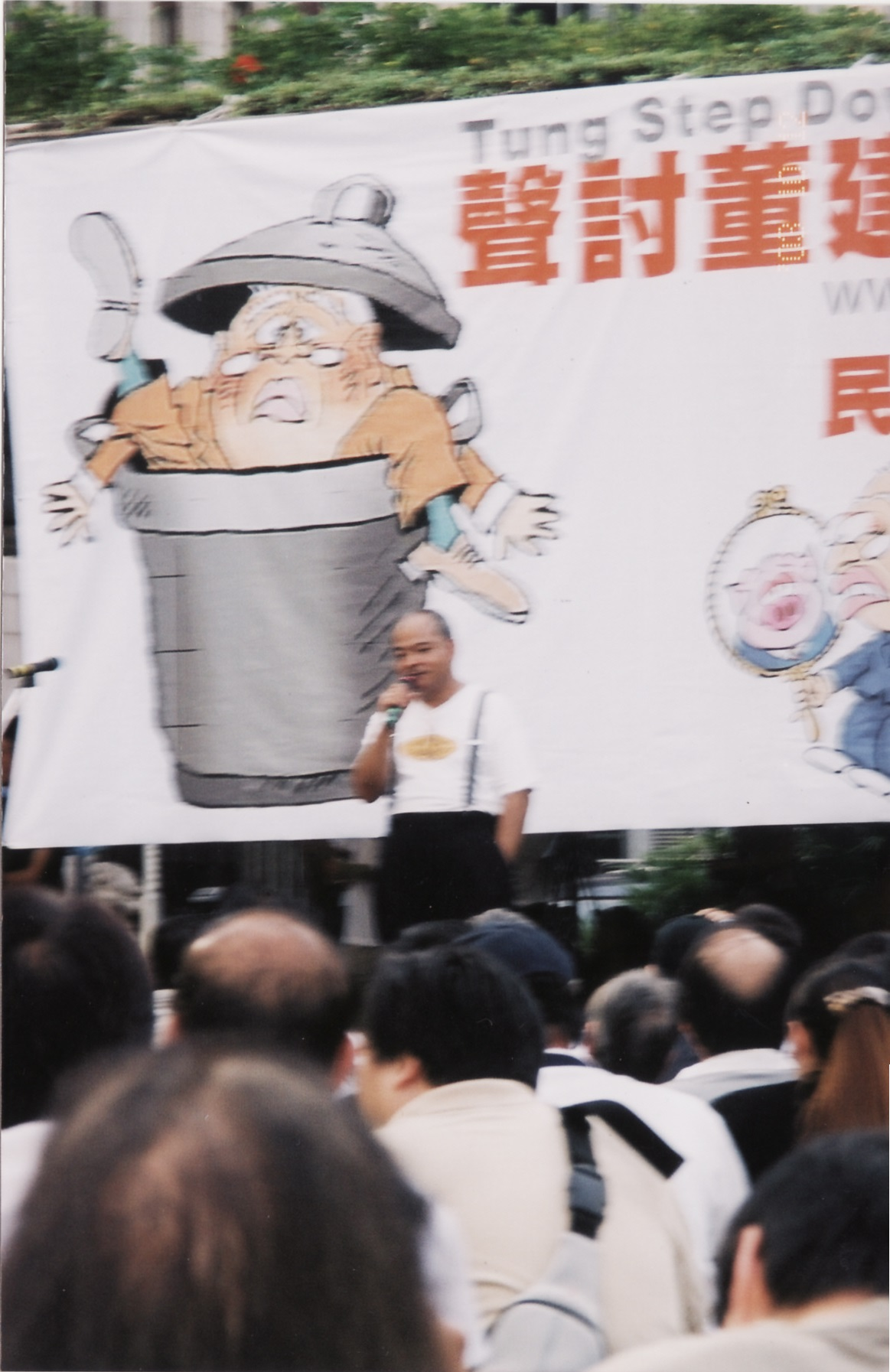
2003年10月12日，遮打花園，民主倒董力量執委「阿牛」曾健成。
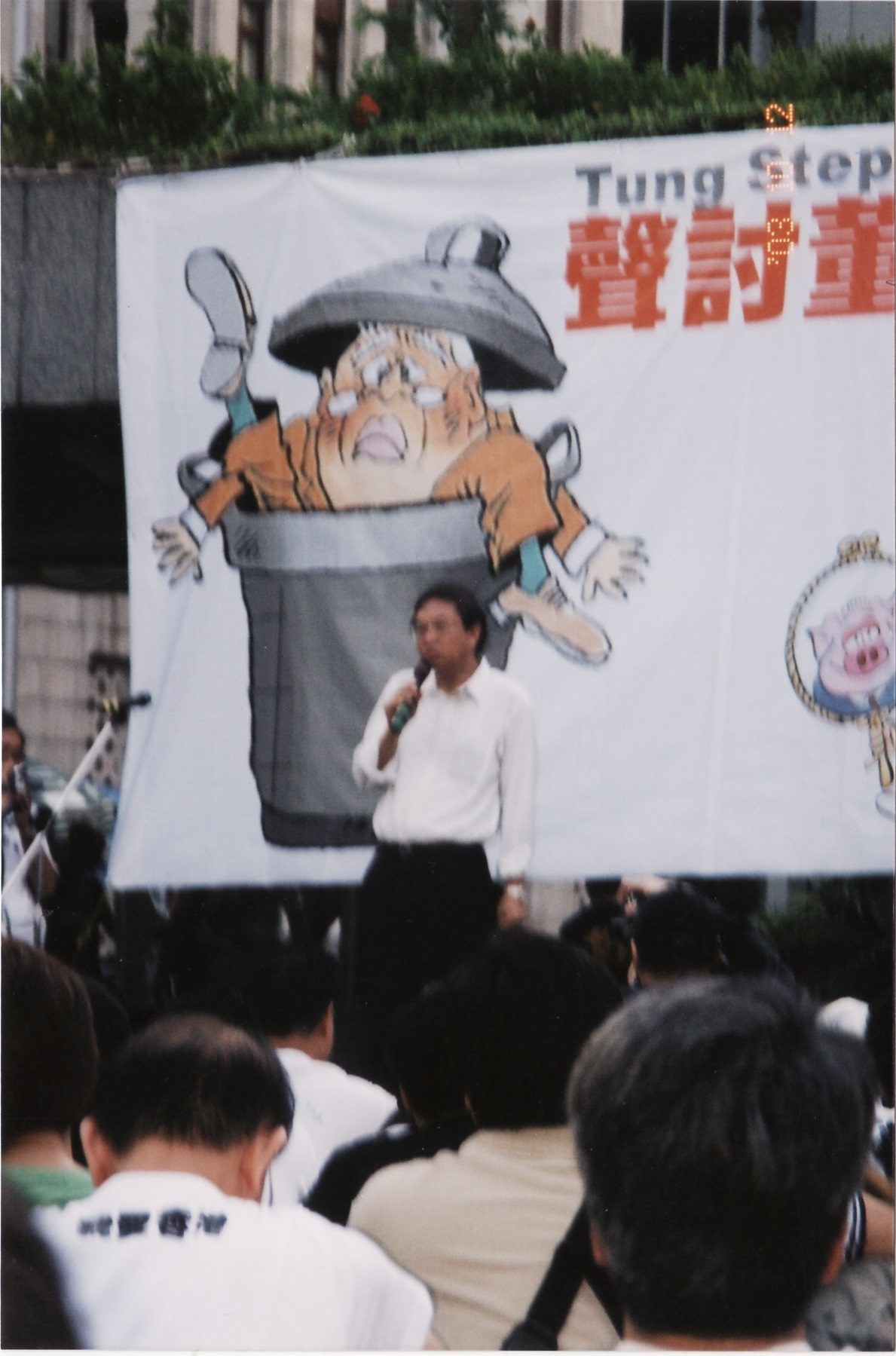
鄭宇碩教授應邀出席民主倒董力量集會。2003年10月12日，遮打花園。

## 轉型期

### 人民台
民主倒董力量的活動一直無法獲得廣泛響應與支持。2004年是立法會選舉年，反對廿三條而興起的大律師參政組織「四十五條關注組」(公民黨前身) 成為民主運動的主流。2004年5月，商業電台烽煙節目主持、「名咀」「大班」鄭經翰被解僱，另一名咀黃毓民出走離港，被逼封咪。坊間嘩然，深感香港傳媒受中共魔爪壓逼。民主倒董力量召集人蕭若元出席一個關於名嘴相繼封咪的街頭論壇，批評這一輪的政治氣氛令人無奈，又比喻香港是一個煤礦，「黎智英、黃毓民同鄭經翰就係金絲雀，如果隻金絲雀（因缺氧）死，就係時候要走。」 為此，民主倒董力量決定開創網上電台「香港人民廣播電台」，突破傳統傳媒被操控打壓的宿命。民主倒董力量成員王岸然主持《風波裏的龍門陣》，召集人蕭若元主持《風蕭蕭》，開創了香港政治網台的新時代。

2004年6月，立法會議員劉千石在議會聲稱民間人權陣線 (民陣) 決定2004年七一將會放棄「還政於民」的口號，避免刺激中共，重建與中央政府互信云云。民陣否認。劉千石被泛民主派支持者批評。6月27日，民主倒董力量在銅鑼灣舉辦街頭論壇，召集人蕭若元、執委梁國雄、曾健成等出席。蕭若元公開批評劉千石在七一遊行前提出和解，或令多達十萬人放棄參加遊行，並嘲諷劉千石、民主派不能像梁山泊頭目宋江一樣，一方面選擇落草為寇，但又希望被朝廷招安。
2004年7月29日，民主倒董力量成員「阿牛」曾健成報名參選港島區直選，蕭若元、「長毛」梁國雄等約二十位倒董力量成員到場打氣。

## 低沉期

### 民主救港力量
2005年初，民主倒董力量第二次年宵攤位反應冷淡，內部判斷倒董活動已無可作為，而中共強力支持董建華似是勢不可變，遂改名為「民主救港力量」。此時，前綫劉慧卿等已經退出活動。四五行動「長毛」梁國雄已經當選立法會議員。召集人蕭若元全力投入網上電台。此時期的活動漸漸只餘下「阿牛」曾健成參與、主導。
及鄭經翰為首阻礙領匯上市，董建華被認定能力低下，被逼「腳痛下台」。曾健成就帶領民主救港力量舉辦活動慶祝倒董成功。 董建華下台，目標完成，時逢蕭若元氣管敏感、哮喘病發需要養病，蕭若元退出召集人一職。

### 民間電台
2005年7月2日，商業電台突然解僱名咀黃毓民。又一名咀在主流傳媒滅聲，大眾深感主流傳媒無望反映政治抗爭運動。「阿牛」曾健成以民主救港力量，連翻宣傳「開放大氣電波」，鼓動「公民抗命」，決定成立非法、不申請政府牌照的「地下電台」民間電台。 其後，曾健成全力經營民間電台，民主救港力量活動星散。

## 爭議
2003年，梁廣昌以民主倒董力量執委出選區議會，後來卻叛離泛民主派、與建制派結盟，惹起廣泛不滿。
2004年，民主倒董力量成員柳玉成參選立法會，被指是中共間諜云云。
2008年，民主倒董力量前執委邱建華畢業後投考警方成為女警，走到了社運界的對立面。但她後來辭去女警職位，灣仔起動名義參選2019年區議會選舉銅鑼灣選區並勝出。